# الحقوق القانونية للمرأة عبر التاريخ
يقصد بحقوق المرأة القانونية أي الحقوق الاجتماعية والبشرية للمرأة. وإحدى أول تصريحات حقوق المرأة هي التصريحات بارائهم. ولعل ما يثبت مكانة المرأة القانونية في وقت مبكر هو الدليل من قبل معظم الأنظمة القديمة.

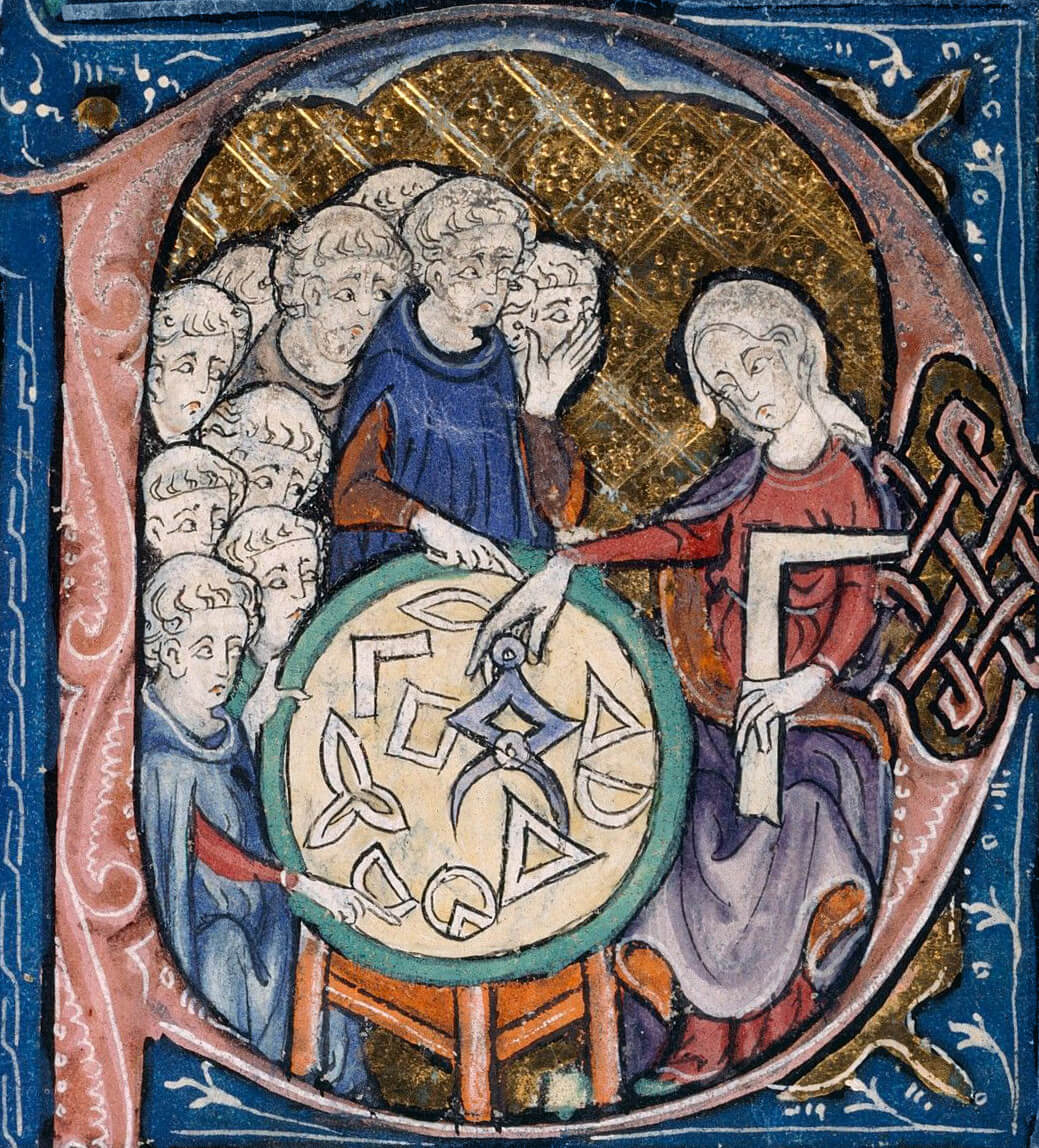
هذه الصورة من ترجمة القرون الوسطى عام 1310 ميلادي من عناصر اقليدس وهذه ملاحظه جديرة بالذكر إذ تظهر امرأة تقوم بتدريس علم الهندسة لطلاب ذكور.

## شريعة موسى
في شريعة موسى من ناحية المسائل النقدية كانت حقوق المرأة والرجال تقريباً متساوية تماما حيث يحق للمرأة امتلاك ممتلكاتها الخاصة بما في ذلك الأرض والماشية والعبيد والخدم.وكان للمرأة حق أن ترث كل ما ورثه شخص لها كهدية وفاة وفي حالة عدم وجود الأبناء سوف ترث كل شيء.كما يمكن أيضاً للمرأة توريث ممتلكاتها للآخرين كهدية وفاة.فعند عدم وجود وصية الوفاة يتم توريث ممتلكات المرأة لأبنائها إذا كان لديها أو لزوجها إذا كانت متزوجة أو لأبيها إذا كانت عزباء.ويمكن للمرأة أن ترفع دعوة في المحكمة من دون حاجتها لوجود رجل يمثلها.
في بعض الحالات في الواقع كان للنساء حقوقا أكثر من الرجال. على سبيل المثال، يفك أسر الأسيرات قبل أي أسرى ذكور. على الرغم أن الأبناء يرثون الملكية، فإنه يقع على عاتقهم مسؤولية رعاية أمهاتهم وأخواتهم من التركة وعليهم التأكد من أولوية رعاية أمهاتهم وأخواتهم لكونهم قادرين على الاستفادة من الميراث. وعلى الأبناء زيادة دخلهم من مصدر آخر إذا لم تكن التركة كافية. وعندما نتحدث عن أنشطة دينية أو مقدسة محدد فإن للنساء فرص أو ميزات أقل من الرجال. على سبيل المثال، في الحالات النقدية وقضايا رأس المال لا يمكن للمرأة ان تكون شاهدة. ولا يمكن للمرأة أن تكون كوهين في المعبد ولا يمكن أن تكون ملكة فالملك يجب أن يكون رجل. والرجل هو من يستطيع تطليق المرأة فقط بناءاً على وقت خطوبتها حيث يجب عليها إعادة أجزاء كبير من مهرها. نذور الفتاة غير المتزوجة تكون من سن 12 سنة إلى 12 سنة و6 شهور وبإمكان أبيها إلغائها. كما يمكن للزوج إلغاء نذور زوجته إذا كانت تأثر على الالتزامات الزوجية. ويمكن اختبار ما إذا كانت المرأة المتهمة بالزنا مذنبة أو بريئة من خلال عملية السوتاه على الرغم أنه لا ينطبق إلا إذا كان الزوج بريء من الزنا. ويمكن للبنات أن يرثوا فقط في حالة عدم وجود الأبناء.
== القانون المصري == لا يمكن وضع الحقب التاريخية المصرية القديمة في سلة واحدة، وبالتالي لا يمكن إطلاق أوضاع قانونية سائدة في مرحلة ما على كل تاريخ الأسر المصرية الممتد وبالتالي المتعدد، إذ أوضاع المرأة القانونية كغيرها من أفراد الأسرة المصرية تنوعت بتنوع الواقع وبالتالي الفكر السائد حول المكانة الاجتماعية لكل أفراد المجتمع المنبثقة عن الواقع الديني والتاريخي وكذلك السياسيّ
ففي بعض حقب التاريخية مصر القديمة قانونياً كان للمرأة نفس حقوق ومكانة الرجل على الأقل من الناحية النظرية. كما كان يحق للمرأة المصرية بامتلاك ممتلكاتها الخاصة بما فيها الأراضي، والماشية، والعبيد، والخدم...إلخ. وكان لها الحق في وراثة كل ما ورثه شخص لها وأيضاً يمكنها أن تورث متاعها إلى الآخرين. وتستطيع أن تطلق زوجها (بناء على ما تملكه بما في ذلك المهر حيث هي ملكيتها الخاصة) وأن ترفع دعوى في المحكمة. والجدير بالذكر أن بإمكان المرأة القيام بأمورها القانونية بدون وجود رجل يمثلها. عموماً مع ذلك فاق عدد الرجال النساء إلى حد كبير في مجال التجارة والأعمال بما في ذلك مديرون الإدارات الحكومية حيث أن المرأة العادية مازالت تقضي معظم وقتها في شؤون المنزل والعائلة. وقلة من النساء أصبحوا نساء الفراعنة وقد شغلت المرأة مناصب هامة في الحكومة ومجال التجارة.

## القانون الأثيني
لمزيد من التفاصيل انظر إلى النساء في أثينا الكلاسيكية في القانون الأثيني القديم تفتقر المرأة للحقوق القانونية مقارنة بنظرائهم من الذكور. كما تم استبعادهم من الظهور في المحاكم أو المشاركة في التجمعات. وأيضاً منعت قانونياً من المشاركة في عقود بمبالغ مالية كبيرة. فلقد كانت هناك توقعات بأنه يجب على النساء المحترمات ألا يظهرن أو حتى أن يتحدثن عن ذلك في الأماكن العامة. مع ذلك شك المؤرخين أن هذه المثالية لا تحققها إلا أغنى النساء.
كان للنساء في أثينا الكلاسيكية الحق في التطليق على الرغم من فقدها جميع حقوقها المتعلقة بأطفالها من زوجها بعد الطلاق.

## القانون الروماني
لمزيد من التفاصيل انظر إلى نساء الحضارة الرومية

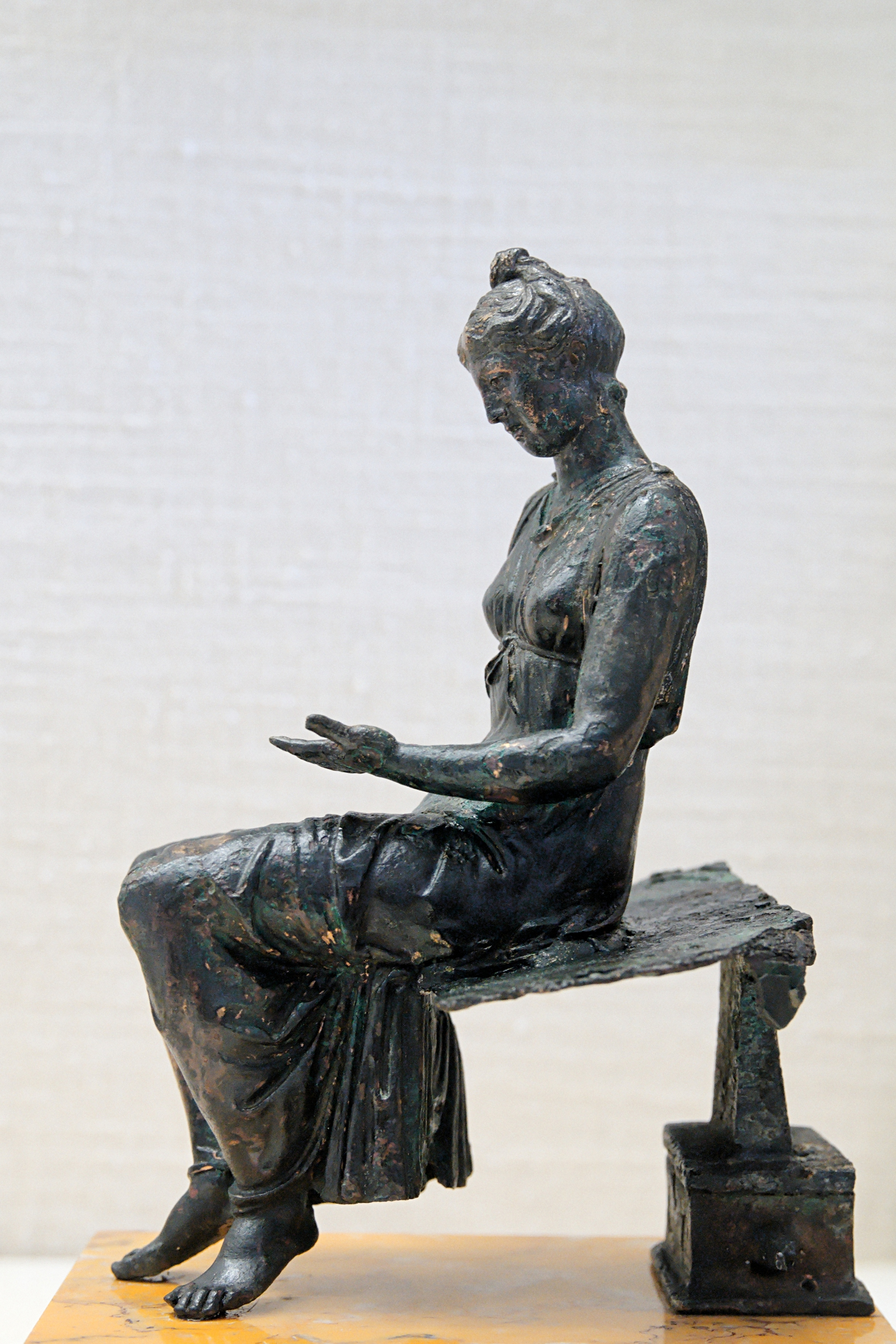
تمثال برونزي اللون لامرأة تقرأ (في نهاية القرن الأول)

القانون الروماني مماثل للقانون الأثيني حيث انشئه رجال لصالحهم. حيث لم يكن صوت النساء مسموع ولم يكن لها دور في المجتمع والذي تطور لاحقاً فقط بعد القرن الأول إلى القرن السادس قبل الميلاد. كانت النساء المحررات من العبودية في روما القديمة مواطنات بامتيازات وحصانة قانونية لا يحظى بها غيرهم من المقيمين والعبيد. ومع ذلك كان المجتمع الروماني يتبع النظام الأبوي حيث كانت المرأة لا تستطيع التصويت ولا أن تكون حاكمة رومانية ولا أن تخدم في الجيش.
كانت النواة المركزية في المجتمع الروماني هو رب الأسرة الذي يمارس سلطته على أبناءه وخدمه وزوجته. على غرار النساء الأثينات كان للنساء الرومانيات وصي أو كما يسمى «المعلم الخاص» الذي يدير نشاطاتها ويشرف عليها. قيدت هذه الوصاية نشاطات المرأة من القرن الأول إلى القرن السادس قبل الميلاد. لكن الوصاية أصبحت أكثر أريحية وكان متقبل منها المشاركة في أدوار أكثر في المجتمع مثل امتلاك أو إدارة الممتلكات أو أن تصبح راعية محلية لألعاب المصارعة وغيرها من الأنشطة الترفيهية.
من القرن الرابع عشر إلى السابع والعشرين سمح قانون جوليان الجديد للمرأة أن تتحرر من الوصاية إذا أنجبت ثلاثة أطفال أو أكثر. ولكن في جوانب أخرى من القانون مازالت المرأة محرومة فعلى سبيل المثال لا تستطيع المرأة كتابة وصية في الميراث من غير معلمها الخاص أو العدالة الضعيفة ضد جرائم الاغتصاب. كان يعتبر اغتصاب النساء اعتداء على عائلتها وعلى شرف أبيها الذي كان يستخدم لاحقاً كوسيلة لإجبار ابنته على الزواج من مغتصبها. وكانت تشعر ضحايا الاغتصاب بالعار لتشويه سمعة وشرف أبيها.
كانت الأم تحدد وضع الطفل كمواطن. خضع كلا البنات والأبناء لسلطة الأب حيث يمارس الأب سلطته كرب الأسرة. الوضع القانوني للبنات يختلف قليلاً إذا لم يكن كلياً عن الأبناء في ذروة الإمبراطورية الرومانية (القرن الأول والثاني).كان للبنات حقوق ميراث مساوية للحقوق الأبناء إذا توفى الأب دون أن يترك وصية.
في بداية فترة الجمهورية الرومانية ينتقل حكم العروسة من يد والدها إلى يد زوجها. ثم تخضع المرأة لولاية زوجها وإن كانت أقل درجة من ولايته على أبناءه والثيروقراطية نوع من أنواع الزواج المسمى بالأيدي (هو من أنواع الزواج في العهد الروماني القديم تتعلق بالوصاية القانونية للزوج والأب) الذي تم التخلي عنه في عصر يوليوس قيصر إذ مازالت المرأة تحت حكم أبيها قانونياً حتى لو انتقلت إلى بيت زوجها. حيث لا يكون لزوجها سلطة قانونية عليها وفي حالة توفى أبيها تتحرر من الناحية القانونية (كامل الأهلية القانونية). تحتفظ المرأة المتزوجة بملكية أي عقار انتقلت معها بعد زواجها. وهناك وصمة عار متعلقة بالطلاق إذ يعد من الفخر أن تتزوج المرأة مرة واحدة.
يحق للأم الرومانية أن تمتلك ممتلكاتها وأن تتصرف بها كما تراه مناسباً بما في ذلك وضع شروط على حسب رغبتها. كما تستطيع فرض نفوذها على أبنائها حتى عندما يبلغون. ويستطعن النساء التملك وإمضاء عقود والدخول في مشاريع تجارية بسبب وضعهم القانونية كمواطنات ودرجة التحرر التي وصلوا لها. يستطعن النساء الرومانيات الظهور في المحكمة والمرافعة على الرغم أنهم اعتادوا أن يمثلوهم الرجال وقيد هذا القرار النساء على أن يتولون قضاياهن بأنفسهن بدلاً عن غيرهم.ولكن حتى بعد فعالية هذا القرار هنالك أمثلة عديدة من النساء اللاتي قمن باتخاذ إجراءات مدروسة حول المسائل القانونية بما في ذلك إصدار استراتيجيات قانونية لمؤيديهم الذكور.
كما هو الحال بالنسبة للقاصرة وهي امرأة متحررة من ولي أمرها (المعلم الخاص) المعين لها. ولها حق التصرف بصلاحياتها الإدارية ولكن إن لم يكن الغرض الوحيد والرئيس هو إعطاء ولي الأمر الموافقة الرسمية على الإجراءات. فلا يحق للوالي أن يتدخل في حياتها الخاصة حيث تستطيع بكامل الأهلية القانونية أن تتزوج كما يحلو لها. وللمرأة سبل معينة للجوء إذا رغبت في استبدال معلمها الخاص إذا شكل عليها عائقاً. وتلاشت ممارسة الوصاية تدريجياً حيث صرح يوليوس قيصر في القرن الثاني أنه لا يرى سبب لوجود هذا النظام.
حاول أول إمبراطور روماني أغسطس تنظيم سلوك النساء من خلال وضع تشريعات أخلاقية. الزنا الذي يعد من شؤون العائلة الخاصة في ظل معرفة الجمهورية التي جرمت هذا الفعل وعرفته على نطاق واسع بأنه فعل جنسي غير مشروع يحصل بين مواطن ذكر وامرأة متزوجة أو بينها وبين رجل آخر غير زوجها. وهذا ما يعرف بازدواجية المعايير إذا أن المرأة تستطيع أن تنام مع زوجها فقط ولكن الرجل المتزوج لا يكون مرتكب للزنا إذا نام مع امرأة وضيعة أو جارية. وشجعت الدولة الإنجاب (الحق القانوني لإنجاب ثلاثة أطفال) حيث منحت المرأة التي انجبت ثلاثة أطفال امتيازات قانونية ووسام رمز الشرف وحررتها من وصاية الرجل. . عرّفَ القانون الروماني الاغتصاب كجريمة لا تتحمل الضحية فيها أي ذنب.و تعاقب جريمة الاغتصاب بالإعدام إذا تم ارتكاب هذه الجريمة مع مواطن في وضع جيد. أما اغتصاب الجاريات يمكن مقاضاته كإضرار بممتلكاته الخاصة فقط. كانت معظم النساء الوضيعات في روما القديمة جاريات على الرغم أن بعضهن كن محميات في شرط نص عليه في عقد بيعها.

## القانون البيزنطي
نظرًا لأن القانون البيزنطي يستند بشكل أساسي على القانون الروماني، فإن الوضع القانوني للمرأة لم يتغير بشكل كبير عن ممارسات القرن السادس. لكن التقييد التقليدي للمرأة في الحياة العامة وكذلك العداء ضد المرأة المستقلة لا يزال مستمرا. ساهم التأثير الأكبر للثقافة اليونانية في المواقف الصارمة المتعلقة بأدوار المرأة كونها محلية بدلاً من أن تكون عامة. كما كان هناك ميل متزايد من النساء اللائي لم يكن من البغايا أو العبيد أو الفنانين أن يكونوا محجبات بالكامل. مثل القانون الروماني السابق، لا يمكن أن تكون النساء شهود قانونيين، أو يعملن بالإدارات أو يديرن مصرف، لكن لا يزال بإمكانهن وراثة الممتلكات وتملك الأراضي.
وكقاعدة مارس نفوذ الكنيسة لصالح إلغاء الإعاقات التي يفرضها القانون الأقدم على العزوبة وعدم الإنجاب، وزيادة التسهيلات لدخول حياة دينية معروفة، وتوفيرمؤن كافية للزوجة. كما دعمت الكنيسة القوة السياسية لأولئك الذين كانوا ودودين تجاه رجال الدين. تمت المصادقة على تعيين الأمهات والجدات كمدرسات من قبل جستنيان.
قام قسطنطين بتمديد القيود المفروضة على زواج أعضاء مجلس الشيوخ وغيرهم من الرجال من ذوي الرتب العالية من نساء من ذوي الرتب الأدني، لكن جستنيان قام بإزالتها بالكامل تقريبًا. تم إحباط الزيجات الثانية،  خاصة بجعلها شرعية لفرض أن تتوقف حق الأرملة في الملكية عند الزواج، ودساتير ليونين في نهاية القرن التاسع جعلت الزواج الثالث يعاقب عليه القانون. الدساتير نفسها جعلت من حديث الكاهن جزءًا ضروريًا من حفل الزواج.
غير القانون الجنائي أيضا وجهات نظره بشأن المرأة. عوقب الزنا بالقتل من قِبل قسطنطين، لكن العقوبة خُفِّضت من قِبل جستنيان إلى النفي إلى دير. المرأة المدانة بتهمة الزنا لم تستطع الزواج من جديد. زواج بين مسيحي ويهودي جعل الأطراف مذنبة بالزنا.
تم سن قوانين صارمة ضد جرائم العفة، وخاصة القواد وسفاح المحارم. إعتبرت جريمة كبري ان تخطف أو تنفذ أعمال عنف على راهبة. كانت النساء خاضعات لعقوبات لارتدائهن لباس أو زخارف (باستثناء الخواتم) بتقليد تلك المخصصة للإمبراطور وأسرته. لم تكن الممثلات والنساء ذوات السمعة السيئة يلبسن ثوب العذارى المكرسة للسماء. إذا كان القنصل لديه زوجة أو أم تعيش معه، فقد سُمح له بتحمل نفقات أكبر مما لو كان يعيش بمفرده. تمت حماية مصالح النساء العاملات من خلال تشريع لتنظيم جينوايسيوم، أو ورش عمل للغزل والصباغة، إلخ.
كان قانون الشريعة، الذي ينظر باستياء من استقلالية الأنثى السائد في القانون الروماني الأخير، الذي كان يميل إلى الاتجاه المعاكس. إحتوي  ديكريتيوم غريتياني إخضاع الزوجة للزوج، وطاعة لإرادته في كل شيء.  كانت الاختلافات الرئيسية بين قانون الشريعة والقانون الروماني في قانون الزواج،  وخاصة في مقدمة الدعاية وشكليات الخاتم. لقد كان منح الكاهن البركة جزءًا ضروريًا من الحفل،  كما تم بالفعل بواسطة السلطة المدنية، كما سبق ذكره، في فترة ما بعد جستنيان للقانون الروماني.

## الشريعة الإسلامية
في أوائل العصور الوسطى، حدث جهد مبكر لتحسين وضع المرأة خلال الإصلاحات المبكرة في ظل الإسلام، مُنحت المرأة حقوقًا أكبر في الزواج والطلاق والميراث. ينص قاموس أكسفورد للإسلام على أن التحسين العام لحالة المرأة العربية يشمل حظر قتل الإناث والاعتراف بشخصيتها الكاملة للمرأة. المهر، الذي كان يُعتبر سابقًا بمثابة ثمن العروس المدفوع للأب،  أصبح هدية زوجية احتفظت بها الزوجة كجزء من ممتلكاتها الشخصية. بموجب الشريعة الإسلامية، لم يعد يُنظر إلى الزواج كحالة ولكن ينظر إليه كعقد، حيث كانت موافقة المرأة ضرورية.
كانت ممتلكات النساء المتزوجات، بما في ذلك الأرض، محتجزات بأسمائهن الخاصة ولم تصبح بأي شكل أو نوع ملك لأزواجهن، وهويختلف بصورة كبيرة  عن القوانين في معظم أوروبا حتى العصر الحديث. "مُنحت المرأة حقوق الميراث في مجتمع البطريركان الذي يقوم  بتقييد الميراث من قبل للأقارب الذكور.
تقول آن ماري شيميل أنه بمقارنة وضع المرأة قبل الإسلام، فإن الفقه الإسلامي يعني تقدماً هائلاً؛ المرأة لها الحق، على الأقل وفقًا للقانون، لإدارة الثروة التي جلبتها إلى الأسرة أو اكتسبتها من خلال عملها الخاص.
قام القانون العام الإنجليزي بنقل ملكية المرأة إلى زوجها عند الزواج. الزوج، الذي يتناقض مع السورة: «لِلرِّجَالِ نَصِيبٌ مِمَّا تَرَكَ الْوَالِدَانِ وَالْأَقْرَبُونَ وَلِلنِّسَاءِ نَصِيبٌ مِمَّا تَرَكَ الْوَالِدَانِ وَالْأَقْرَبُونَ مِمَّا قَلَّ مِنْهُ أَوْ كَثُرَ نَصِيبًا مَفْرُوضًا»(القرآن 4: 7)، ولو أن الأزواج هم وحدهم المسؤولين عن الحفاظ عن وقيادة زوجته وعائلته

### التعليم
جعل الإسلام من تعليم المرأة واجباً مقدساً، كانت النساء بعيدة كل البعد عن أن يُمنعن من دراسة كتاب الإسلام المقدس، يشجعون على تعلم قراءته مثلهن مثل الرجال. لعبت النساء في الإسلام دورًا مهمًا في تأسيس العديد من المؤسسات التعليمية الإسلامية، مثل تأسيس فاطمة الفهري لجامعة القرويين في عام 859. واستمر هذا حتى سلالة الأيوبيين في القرنين الثاني عشر والثالث عشر، انشئ 160مسجد ومدرسة في دمشق، تم تمويل 26 منها من قبل النساء من خلال نظام الوقف (صندوق الأمانة الخيرية). نصف  الرعاة الملكيين لهذه المؤسسات كانوا من النساء أيضًا. وفقًا للباحث السني ابن عساكر في القرن الثاني عشر، كانت هناك فرص لتعليم الإناث في العصر الذهبي الإسلامي، حيث كتب أن النساء يمكن أن يدرسن ويكتسبن الإجازات (الدرجات الأكاديمية) ويتأهلن كعلماء ومدرسات. كان هذا هو الحال بشكل خاص للعائلات المتعلمة والباحثة، التي أرادت ضمان أعلى مستوى ممكن من التعليم لكل من أبنائهم وبناتهم. درس ابن عساكر نفسه على يد 80 معلمة مختلفة في وقته. كانت تعليم الإناث في العالم الإسلامي مستوحاة من زوجات محمد: خديجة، سيدة أعمال ناجحة، وعائشة، باحثة شهيرة في نشر الأحاديث النبوية وقائدة عسكرية. وفقًا للحديث المنسوب إلى محمد، فقد امتدح نساء المدينة بسبب رغبتهم في المعرفة الدينية:«نِعم النساء نساء الأنصار لم يمنعهن الحياء أن يتفقهن في الدين».
في حين أنه لم يكن من الشائع أن تسجل النساء كطالب في الفصول الرسمية، إلا أنه كان من الشائع بالنسبة للنساء حضور المحاضرات غير الرسمية وجلسات الدراسة في المساجد والمدارس والأماكن العامة الأخرى. بينما لم يكن هناك أي قيود قانونية على تعليم الإناث، إلا أن بعض الرجال لم يوافقوا على هذه الممارسة، مثل محمد بن الحجاج (توفي 1336) الذي أرعب من سلوك بعض النساء اللائي حضرت المحاضرات بشكل غير رسمي في وقته:
عندما يجتمع الرجال مع الشيخ للاستماع ألى تلاوته للكتب، تذهب النساء أيضا لسماع القراءات; يجلس الرجال في مكان واحد وتواجهم النساء في مكان مقابل ونتيجة لذلك ان النساء يتحمسن ويقفن ويجلسن ويتحدثن بصوت عالي وهو الأمر الذي ينظر إليه الرجال على انه عورة، ينبغي أن يظهر فقط في بيتها، إظهاره ممنوع- كيف يكون مسموحاً في حضور الرجال؟

### توظيف
يمكن للمرأة بموجب الشريعة الإسلامية إبرام عقود، وشراء وبيع الممتلكات، ورفع دعوى أمام المحكمة  بأنفسهم دون الحاجة لرجل لتمثيلهن، والمشاركة في التجارة، ومنح الثقة، إلخ، مثلها مثل الرجل. تم توظيف القوى العاملة في الخلافة من خلفيات عرقية ودينية متنوعة، في حين شارك كل من الرجال والنساء في مختلف المهن والأنشطة الاقتصادية. كانت النساء يعملن في مجموعة واسعة من الأنشطة التجارية والمهن المتنوعة في القطاع الأولي (كمزارعات على سبيل المثال)، والقطاع الثانوي (كعمال البناء، والصباغة، والمغازل، الخ) والقطاع الثالث (كمستثمرين، أطباء، الممرضات، ورؤساء النقابات والسماسرة، والباعة المتجولين، والمقرضين، والعلماء، إلخ). إحتكرت النساء المسلمات أيضًا بعض فروع صناعة النسيج، أكبر صناعة وأكثرها تخصصًا وتوجهاً نحو السوق في ذلك الوقت، في مهن مثل الغزل والصباغة والتطريز. بالمقارنة، كانت حقوق الملكية للإناث والعمالة المأجورة غير شائعة نسبيًا في أوروبا حتى الثورة الصناعية في القرنين الثامن عشر والتاسع عشر.

### قانون جنائي
كان يعامل معظم المعتدين من الإناث والذكور نفس المعاملة باستثناء بعض الحالات، على سبيل المثال، الدية أو التعويض المالي عن جريمة ضد ضحية أنثى هو نصف ما يحصل عليه في حالة إذا كانت الضحية ذكر. إن تهمة الزنا ضد المرأة تتطلب أربعة شهود عيان مما يجعل من الصعب مقاضاتهم. الاغتصاب، من ناحية أخرى، جريمة اعتداء جنائية لا تتطلب أربعة شهود عيان كما لو كانت المسؤول عن الزنا. ومع ذلك، فإن العديد من الدول ذات الغالبية المسلمة قد عالجت الاغتصاب تحت عنوان الزنا، تطلبه وجود أربعة شهود عيان؛ أصبح موضوع جدال عالمي. يمكن أن تعمل النساء كشهود في المحكمة، لكن شهادتها تساوي نصف شهادة الرجل. كما هو مذكور في القرآن الكريم "﴿وَاسْتَشْهِدُوا شَهِيدَيْنِ مِنْ رِجَالِكُم ْفَإِنْ لَمْ يَكُونَا رَجُلَيْنِ فَرَجُلٌ وَامْرَأَتَانِ مِمَّنْ تَرْضَوْنَ مِنَ الشُّهَدَاءِ أَنْ تَضِلَّ إِحْدَاهُمَا فَتُذَكِّرَ إِحْدَاهُمَا الْأُخْرَى)

### قانون الطلاق
في الشريعة الإسلامية، يجب على الرجال فقط أن ينطقوا بـ «أنا أطلقك» أو «طلاق» ثلاث مرات بحضور زوجته لبدء الطلاق رسميًا؛ ومع ذلك، هناك فترة انتظار مطلوبة مدتها ثلاثة أشهر، وإذا اكتشف أن الزوجة حامل في ذلك الوقت، فإن الطلاق لا يزال غير فعال حتى بعد الولادة. تتمتع المرأة دائمًا بالحق في الشروع في الطلاق في الشريعة الإسلامية، لكن يتعين عليها الذهاب إلى المحكمة من خلال عملية قضائية وإثبات أسباب الانفصال، بما في ذلك القسوة، وعدم توفر الأحكام، وهجر الزوج، وعجز الزوجية، وغيرها من الأسباب القابلة للتنفيذ. يمكن للمرأة أن تبدأ الطلاق دون أي من هذه الأسس بطريق مختلف يسمى «الخلع»، وهو الطلاق الذي أطلقته الزوجة والذي تضمن إعادة المهر (المهر أو هدية الزواج)، التي دفعها لها الزوج عند الزواج. عند أي طلاق بدأه الزوج، يحق للزوجة السابقة دفع الجزء الباقي أو «المتأخر» من هذا المهر.

### قانون الزواج
يسمح القرآن بوضوح بتعدد الزوجات حتى أربع زوجات كما هو مذكور: «وَإِنْ خِفْتُمْ أَلَّا تُقْسِطُوا فِي الْيَتَامَىٰ فَانكِحُوا مَا طَابَ لَكُم مِّنَ النِّسَاءِ مَثْنَىٰ وَثُلَاثَ وَرُ‌بَاعَ ۖ فَإِنْ خِفْتُمْ أَلَّا تَعْدِلُوا»
موافقة الزوجة الأولى قبل الزواج من امرأة أخرى ليست مطلوبة في الشريعة الإسلامية وفقا للجنة الفتوى الدائمة.
وفقًا لرأي داخل مدرسة الفكر الحنبلي، يمكن للأب أن يعطي ابنته القاصرة للزواج دون موافقتها، كما يقول ابن قدامة (أحد علماء الحنابلة المسلمين): "فيما يتعلق بالإناث، يجوز للأب أن يزوج ابنته القاصر العذراء، التي لم تبلغ  سن التاسعة،  ولا يوجد اختلاف في الرأي بشأن ذلك، إذا قدمها للزواج من شخص متوافق، قال ابن المنذر: كل هؤلاء العلماء الذين اكتسبنا منهم المعرفة بالإجماع وافق على أنه يجوز للأب أن يزوج ابنته القاصر إذا رتب لها الزواج من شخص متوافق، وأنه يجوز له أن يفعل ذلك حتى لو كانت مترددة.
إذا كانت المرأة قد بلغت سن الرشد للحصول على موافقة قانونية، فستكون هناك حاجة لموافقتها في الزواج، كما أمر النبي: "للمرأة المتزوجة سابقًا حق في نفسها أكثر من ولي أمرها، ويجب طلب إذن الفتاة  العذراء (بخصوص الزواج)، وسكوتها علامة علي الرضى. " ومع ذلك، يجب أن تتزوج أي امرأة بموافقة وإلا الزواج  يكون باطلاً إذا لم يوافق ولي أمرها كما قال النبي:«لا نكاح إلا بولي»
رغم أن الرجال المسلمين يمكنهم الزواج من نساء يهودية أو مسيحية ، إلا أنه يُحظر على النساء الزواج من رجال غير مسلمين

## القانون الروسي
بموجب القانون والعرف، كان المسكوفيت روسيا مجتمعًا بطريركيا خضعت فيه النساء للرجال والشباب للكبار. خفف بيتر الأكبر من عادات تبعية الشباب، لكن ليس النساء. صدر مرسوم عام 1722 بحظر أي زواج قسري من خلال مطالبة كل من العروس والعريس بالموافقة مع الإبقاء على شرط الحصول على إذن الوالدين. مع ذلك الرجال فقط كان لديهم القدرة على إنهاء الزواج ، من خلال إجبار زوجاتهم على أن يصبحوا راهبات.
من الناحية القانونية، كانت هناك معايير مزدوجة للنساء. يمكن الحكم على الزوجة بالإكراه على العمل بينما كان الرجال الذين قتلوا زوجاتهم بالجلد. بعد وفاة بيتر الأكبر، زادت القوانين والأعراف المتعلقة بالسلطة الزوجية للرجال على زوجاتهم. في عام 1782، عزز القانون المدني مسؤولية المرأة عن طاعة زوجها. بحلول عام 1832، غيرت ملخص القوانين هذا الالتزام إلى «طاعة غير محدودة».
خلال القرن الثامن عشر ، حصلت الكنيسة الأرثوذكسية الروسية على سلطة أكبر على الزواج وحظرت على القساوسة الطلاق،  حتى بالنسبة للزوجات اللائي تعرضن لسوء المعاملة الشديدة. بحلول عام 1818، منع مجلس الشيوخ الروسي أيضًا فصل الأزواج المتزوجين.
عانت النساء الروسيات من القيود المفروضة على ممتلكاتهن حتى عام 1753، عندما صدر مرسوم، تضمن أن العائلات النبيلة تستطيع تأمين ميراث إبنتها بجعله جزءًا من مهرها. كفل هذا المرسوم أيضًا أن تتمتع المرأة باقتصاد منفصل عن أزواجهن، على الرغم من أنهن لا يستطعن أن يرثن ممتلكاتهن حتى يتزوجن. تحسنت حقوق المرأة بعد ظهور الاتحاد السوفيتي تحت الشيوعية.

## أوروبا
بحلول عام 1500، تم تقسيم أوروبا إلى نوعين من القانون العلماني. الأول كان قانونًا معروفاً كان سائدًا في شمال فرنسا وإنجلترا والدول الاسكندنافية، والآخر كان قانونًا مكتوبًا على الأساس الروماني وكان معروفاً في جنوب فرنسا وإيطاليا وإسبانيا والبرتغال.
تفضل القوانين العرفية الرجال أكثر من النساء. على سبيل المثال، تم نقل الميراث بين النخب في إيطاليا، إنجلترا، الدول الاسكندنافية وفرنسا إلى الوريث الأكبر سنا. في جميع المناطق، أعطت القوانين الرجال صلاحيات كبيرة عن حياة وممتلكات وأجساد زوجاتهم. ومع ذلك، كان هناك بعض التحسينات للنساء مقابل العرف القديم، على سبيل المثال، يمكن أن يرثن في غياب إخوانهن، والقيام ببعض المهن دون أزواجهن وأراملهن يتلقين صداق المهر.
في المناطق التي تحكمها قوانين مكتوبة على الأساس الروماني، كانت النساء تحت وصاية الذكور في الأمور المتعلقة بالممتلكات والقانون، والآباء يشرفون على البنات، والأزواج يشرفون على الزوجات والأعمام أو الأقارب الذكور يشرفون على الأرامل.
في جميع أنحاء أوروبا، تركز الوضع القانوني للمرأة حول حالتها الزوجية في حين كان الزواج نفسه هو العامل الأكبر في تقييد استقلالية المرأة. العادات  والممارسات لا تقلل من حقوق المرأة وحرياتها فحسب، بل إنها تمنع النساء العازبات أو الأرامل من شغل مناصب عامة على أساس أنها قد تتزوج في يوم من الأيام.

## قوانين شمال وغرب أوروبا

### إسكندينافيا
القانون الأولي للأجزاء الشمالية من أوروبا مثير للاهتمام بعدة طرق مختلفة في مع المرأة. املة المرأة. تنوع وضع المرأة كثيراً. في الدول الإسكندينافية الوثنية  قبل إدخال المسيحية ، كان للنساء في الدول الاسكندنافية وضع حر ومستقل نسبيا. وصلت المسيحية مع أول المبشرين في حوالي 800 AC ، لكنها لم تنتصر حتى حوالي 1000، ولم تؤثر على وضع المرأة كثيرًا حتى حوالي 1200.
خلال عصر الفايكنج، كانت النساء يتمتعن بوضع حر نسبيًا في دول الشمال مثل السويد والدنمارك والنرويج، كما هو موضح في جرجاس الأيسلندية وقوانين فروستاتينج النرويجية وقوانين جولاتينج. كانت لعمة الأب، ابنة الأب وحفيدة الأب، المشار إليها باسم ادولكفينا، جميعهن لديهن  الحق في وراثة الممتلكات من رجل متوفى. في حالة عدم وجود أقرباء ذكور، فإن المرأة غير المتزوجة التي ليس لديها ولد يمكنها أن ترث ليس فقط الممتلكات ، ولكن أيضا منصب رئيس الأسرة من الأب أو الأخ المتوفى: يشار إلى المرأة التي تتمتع بمثل هذه الحالة باسم رينكفينا، وقد مارست جميع الحقوق الممنوحة لرئيس عشيرة أو العائلة، مثل الحق في المطالبة بغرامة  قتل أحد أفراد الأسرة واستلام الغرامة، وذلك ما لم تتزوج، وتم نقل حقوقها إلى زوجها. بعد سن العشرين، بلغت امرأة غير متزوجة، يشار إليها باسم مير وماي، الأغلبية القانونية وكان لها الحق في تقرير مكان إقامتها وتم الاعتراف بها  أمام القانون.  كان استثناءً من استقلالها هو الحق في اختيار شريك الزواج، حيث يتم ترتيب الزيجات عادة من قبل العشيرة.  تتمتع الأرامل بنفس المكانة المستقلة التي تتمتع بها النساء غير المتزوجات. كانت النساء يتمتعن بسلطة دينية وكانوا نشيطات ككاهنات؛ ووسيطات للوحي وكن ناشطات في الفن كشعراء وسادة رون، وتجار واطباء. قد يكونون ناشطات في المكتب العسكري أيضا فالقصص التي تدور حول درع العذراء غير مؤكدة، لكن بعض الاكتشافات الأثرية وجدت شئ مثل الأنثي بيركا محاربة الفايكنج  قد تشير إلى وجود بعض النساء على الأقل في السلطة العسكرية.  يمكن للمرأة المتزوجة أن تطلق زوجها وتتزوج مرة أخرى. كان من المقبول اجتماعيًا للمرأة الحرة أن تتعايش مع رجل وأن تنجب أطفالًا دون زواج منه، حتى لو كان هذا الرجل متزوجًا كانت المرأة التي تشغل هذا المنصب تسمى فريلا. لم يكن هناك تمييز بين الأطفال المولودين من أو بدون الزواج كلاهما كان لهما الحق في وراثة الممتلكات بعد والديهما ، ولم يكن هناك أطفال «شرعيون» أو «غير شرعيين».  اختفت هذه الحريات تدريجياً بعد دخول المسيحية، ومنذ أواخر القرن الثالث عشر، لم تعد مذكورة. خلال العصور الوسطى المسيحية، طبق القانون الاسكندنافي في العصور الوسطى قوانين مختلفة تبعا لقانون المقاطعة المحلي، مما يدل على أن وضع المرأة يمكن أن يختلف تبعا للمقاطعة التي كانت تعيش فيها.
مُنحت السويد أول محاولة لقانون وطني من قبل ماجنوس إريكسونز لاندسلاج في عام 1350. في السويد المسيحية في العصور الوسطى، تم دمج الممتلكات التي تملكها الزوجة في منزل زوجها ونقلها تحت رعايته. كان هذا مشابهاً لبلدان أخرى في أوروبا حيث كانت ممتلكات الانثى تم مصادرتها للذكر أثناء زواجهما. لذا فإن كل ممتلكات الزوجة كان يديرها الزوج ويمكن أن ينبذها بحرية ما لم يكن ميراث قريبها هو الاستثناء. بموجب القانون، يمكن لكل من الأبناء  والبنات أن يرثوا الممتلكات،  لكن الأبناء سيحصلون على ضعف كمية الابنة.  يحمي القانون السويدي النساء من سلطة أزواجهن من خلال نقل السلطة إلى أقربائهن الذكور.  كما أن ممتلكات الزوجة وأرضها لا يمكن أن يأخذها الزوج دون موافقة أسرتها ولا يمكن للزوجة كذلك. وهذا يعني أن المرأة لا يمكنها نقل ممتلكاتها إلى زوجها دون موافقة أسرتها أو أقاربها.
وبموجب القانون المدني للمسيحية الخامس الصادر عام 1683، حدد قانون الدانمرك والنرويج ان المرأة غير متزوجة تكون تحت وصاية أقرب قريب لها من الذكور بصرف النظر عن عمرها، بينما كانت المرأة المتزوجة تحت وصاية زوجها. تم تطبيق نفس شروط القانون في السويد- فنلندا وفقًا للقانون المدني لعام 1734. ظل القانون المدني لعام 1683 في حالة الدنمارك-النرويج والقانون المدني لعام 1734 في حالة السويد وفنلندا ، سارياً دون تغيير حتى منتصف القرن التاسع عشر.

### أيرلندا
تُصوِّر القوانين الأيرلندية القديمة عمومًا مجتمعًا بطريركيا وأبوياً، حيث كانت قواعد الميراث تستند إلى التعصب للنسب. استبعد قانون بريهون النساء من المسار العادي للقانون. يمكن أن يحجز أو يُقلص فقط في حالات المذكورة، ينظم الحجزعلى ممتلكاتهم بواسطة  قواعد خاصة. بشكل عام، يجب على كل امرأة أن يكون لها وصي ذكر. يبدو أن النساء لم يكن يحق لهن الحصول على أدنى حيازة للأرض بموجب قانون بريهون، ولكنهن كن قد خصصن لهن عددًا معينًا من ماشية والدهن كجزء من الزواج.
ومع ذلك ، لم يكن وضعهم القانوني منخفضًا كما هو الحال في بعض الثقافات الأخرى؛ ويبدو أن وضع المرأة الأيرلندية تحسن إلى حد ما مع مرور الوقت، خاصة بعد دخول المسيحية. على سبيل المثال، ابتداء من القرن الثامن، ورثت الإناث العقارات إذا لم يكن لديهم إخوة. أصبحت هذه النساء تُعرف باسم «الوريثات»، وعلى الرغم من أن أقلية صغيرة فقط من النساء اللائي يعشن في هذا الوقت، يمكنهن ممارسة قدر كبير من التأثير السياسي والقانوني. إذا تزوجت وريثة من زوج لا يملك أرضًا، فكان ينظر إليها على أنها الوصي القانوني عليه، مما يؤدي إلى حالة غير عادية للغاية تتمثل في عكس دور الجنسين بالكامل. ومع ذلك، فإن معظم النساء لا يمتلكن الأرض ولا يزالن يعتمدن إلى حد ما على أزواجهن؛ بموجب قوانين بريهون القديمة، لا يمكن اعتبار الفرد مواطناً حراً إلا إذا كان يمتلك أرضاً مستقلة. وبالمثل، يبدو أن شغل المناصب السياسية مناسب للرجال فقط؛ لم يتم ذكر أي امرأة ملكة أو زعيم مشايخ في المناطق التاريخية الأيرلندية، وكانت الحرب والشؤون السياسية عمومًا من الذكور.
حتى مع هذه القيود القانونية المفروضة على النساء، احتفظن ببعض الأهلية القانونية. أثر وصول القديس باتريك وإدخال القانون الروماني المسيحي على النظرة الأيرلندية للزواج في العصور الوسطى. وبحلول القرن الثامن، كان الشكل المفضل للزواج هو الشكل بين المساواة الاجتماعية، والذي بموجبه كانت المرأة تعتمد من الناحية التقنية القانونية على زوجها وكان نصف  احترامها، لكن كان بإمكانها ممارسة سلطة كبيرة فيما يتعلق بنقل الملكية. هذه المرأة كانت تسمى «نساء السيادة المشتركة». يبدو أن الأبناء البالغين قد حصلوا على حقوق بموجب القوانين المسيحية الجديدة أيضًا، حيث يبدو أن النصوص الباقية تشير إلى أن الأبناء يمكنهم فرض عقود سيئة قد تضر بميراثه. ومع ذلك، ظلت الفتيات تتمتع باستقلال قانوني ضئيل أو معدوم، على الرغم من أنه بعد القرن الثامن لم يعد بالإمكان إجبارها على الزواج بواسطة والديها.

### إنجلترا
تمتلك إنجلترا تاريخ معقد من الحقوق القانونية للمرأة. حدثت وثائق مهمة لحقوق المرأة بعد فتح نورمان لإنجلترا. عكست هذه الوثائق بعض القوانين التي فرضها الفتح عام 1066، وتسببت في اختلاف قاري  مع القوانين  الأيرلندية وقوانين الإمبراطورية الرومانية المقدسة . أصبح هذا الاختلاف، حيث أعطت إنجلترا المزيد من الحقوق للمرأة، عاملاً في صراع مع الملكية الفرنسية وغيرها من الإمبراطورية الرومانية المقدسة لقرون ، بما في ذلك حرب المائة عام ، ومحاولة غزو الأسطول الإسباني وحرب الخلافة النمساوية.
شملت هذه الوثائق قانون ماجنا كارتا في 1215 و 1689 قانون مشروع الحقوق، قد أعطى كلاهما حقوقًا للنساء المحظورات في أنظمة الإمبراطورية الرومانية المقدسة. كذلك ، كانت فترة حكم إليزابيث الأولى في الفترة من 1558 إلى 1603 مهمة في تأكيدها الواضح والناجح لحقوق النساء العازبات في وراثة الممتلكات، وكسب المال، وإدارة مكتب تجاري، والعمل بطريقة أخرى كممثلة قانونية تعادل الرجال العازبين أو المتزوجين؛ تتناقض هذه الحقوق مع القيود القانونية للإمبراطورية الرومانية المقدسة على النساء وكانت عاملاً مهماً في «الإصلاح الإنجليزي» و «التنوير الإنجليزي في ميدلاندز». استمرت هذه الحقوق في تعليقها بالنسبة للعديد من النساء المتزوجات، إلا أنهن ظللن في العديد من مناطق إنجلترا يتعرضن للإعاقة القانونية أثناء الزواج بموجب قوانين التغطية العامة التي صيغت من قبل احتلال نورمان.
كانت إنجلترا واحدة من الأماكن الأولى في العالم التي منحت حقوق التصويت للمواطنات عالميًا وبغض النظر عن الحالة الزوجية، وهو ما فعلته بتمرير قانون تمثيل الشعب لعام 1918 الذي منح حقوق التصويت للنساء اللائي تتراوح أعمارهن بين 30 عامًا اللاتي كن مؤهلات (تم الحصول على حقوق التصويت المتساوية مع الرجل بعد عقد من الزمان بموجب قانون المساواة في الحق الدستوري لعام 1928، الذي سمح لجميع النساء اللائي يبلغن من العمر 21 عامًا فأكثر بالتصويت). قبل عدة قرون، منحت بعض مستعمراتها في أمريكا الشمالية، بما في ذلك مستعمرة نيو جيرسي بموجب دستورها، حقوق التصويت للنساء اللواتي يمكنهن تلبية متطلبات الملكية نفسها التي كان على الرجال تلبيتها؛  تتطلب القوانين العامة للتغطية  ملكية امرأة متزوجة التي سيقوم الزوج بحيازتها، مما يعني أن النساء المتزوجات ليست مؤهلة.
قبل احتلال نورمان في عام 1066، تنوعت القوانين حسب المناطق المنفصلة في إنجلترا.
في حوالي عام 60 ميلادية ، قادت بوديكا ، ملكة سلتيك في إيست أنجليا، معركة ناجحة تقريبًا ضد الإمبراطورية الرومانية ، ساعيةً إلى الحفاظ على حقوق بناتها في الميراث ، وهو حق كانوا يحتفظون به في ظل أنظمة ما قبل الرومانية ، لكن الرومان منعوه.
احتوت قوانين أثيلستان على حكم وحشي غريب لمعاقبة العبيد الإناث اللاتي أدين بالسرقة: كانت ستُحرق على قيد الحياة من قبل ثمانين من العبيد الإناث الأخريات.وجهت قوانين أخرى  ضد ممارسة السحر من قبل النساء.  كان الحرق هو العقوبة التي خصصت للنساء المدانين بالخيانة أو السحر.  نُفذت قضية الحكم بالإعدام عن طريق الحرق بتهمة الخيانة العظمى حتى عام 1789.
فرض الزواج الأحادي على حد سواء من خلال القانون المدني والكنسي.الزيجات الثانية والثالثة تتطلب كفارة. مُنحت لمحة عن القسوة في الأسرة بواسطة هذا الحكم، الذي يحدث ما لا يقل عن ثلاث مرات في التشريع الكنسي، أنه إذا جلدت المراة عبدها حتى الموت، فعليها الكفارة.
لا تزال آثار شراء الزوجة موجودة في قانون ثيلبرت ملك كينت الذي ينص على أنه إذا قام رجل بأخذ زوجة رجل حر، فيجب عليه، على نفقته الخاصة، شراء زوجة أخرى للزوج. (انظر أيضًا خطف العروس). تحتوي القوانين على عدد قليل من الأحكام المتعلقة بممتلكات النساء المتزوجات، لكن يبدو أن هؤلاء القلة يثبتن أنهن في وضع أفضل من السابق.
تطور سعر العروس كان بلا شك في نفس الاتجاه. كان المبلغ الذي دفعه الزوج لعائلة الزوجة لشراء جزء من ممتلكات الأسرة، في حين يتم دفع الهدية الصباحية للعروس نفسها. في شكله الإنجليزي ، تحدث الهدية الصباحية في قوانين كانوت؛ في شكله اللاتيني من مورجانجيفا، يحدث في قوانين هنريك بريمي.
وضع ا لقانون العام والنظام الأساسي القديم في إنجلترا المرأة في وضع خاص. كانت المرأة معفاة من الواجبات القانونية بشكل أكثر ارتباطاً بالرجل وغير قابلة للتنفيذ من قبل نائب. لم تستطع تحمل العداء،  أي أن فترة الحكم كانت بواسطة الخدمة العسكرية. يظهر المبدأ نفسه في القاعدة التي تنص على أنه لا يمكن منحها لقلعة محتفظ بها للدفاع عن المكان وليس للاستخدام الخاص للمالك. يمكن أن تحصل على احترام، ولكن لا تجعلها بالشكل الذي يستخدمه الرجال.
يمكن أن تكون الشرطية، مسؤولة اما عن قلعة أو عن قرية، ولكن ليس العمدة أو المامور، إلا في حالة واحدة في ويستمورلاند، حيث تم إنشاء مكتب للشؤون الوراثية في القرن السابع عشر من قبل آن، كونتيسة دورست، بيمبروك ومونتغمري.
في بعض الحالات المؤكدة، يمكن للمرأة أن تنقل الحقوق التي لا تستطيع التمتع بها.وهذا ادي إلى  إدعاء ادوارد الثالث ان عرش فرنسا إستد علي قوة النقل. ومع ذلك، كان الادعاء خرقا للقانون الدستوري الفرنسي، الذي رفض إدعاء امرأة.
يشير ميثاق ماجنا، بأن حقوق الأرملة في الممتلكات كانت محمية،  وهو أمر يعد تناقضاً حاداً مع قانون ساليك، لكن المرأة لم تستطع أن تتهم رجلاً بالتعذيب إلا في حالة ان يكون زوجها زوجها. مما لا شك فيه أن هذا العجز نشأ عن حقيقة أنها لم تظهر بشكل طبيعي في المحاكمة الخاصة بالنزاع بل من خلال المدافع.
في بعض القوانين القديمة، توجد قوانين إنفاقية غريبة للغاية بشأن لباس المرأة. بموجب قوانين الإنفاق لإدوارد الثالث في عام 1363،  كانت النساء ، بشكل عام،  يرتدين ملابس وفقًا لوضع آبائهن أو أزواجهن. في أوقات إقرار قوانين الإنفاق،  كانت المصالح التجارية للمرأة محمية بواسطة السلطة التشريعية.
في بعض الحالات، سُمح لزوجات وبنات التجار بالمساعدة في مهن أزواجهن وآبائهن. لم تعترف بعض الشركات التجارية، مثل شركة الهند الشرقية بأي تمييزمن ناحية الجنس بين أعضائها.
في القانون العام،  يمكن للمرأة امتلاك ممتلكات حقيقية وشخصية. ومع ذلك، في حالة المرأة المتزوجة كان للزوج مصلحة مدى الحياة في أي ممتلكات حقيقية وهذا يستمرحتى بعد وفاة الزوجة ، وكان يعرف باسم حق انتفاع. الممتلكات الشخصية تنتقل إلى ملكية الزوج بشكل مطلق، باستثناء عناصر معينة من الزينة أو الاستخدام المنزلي المعروف باسم أدوات الزوجة الشخصية. عند الزواج، تصبح كل ممتلكات الزوجة تحت أيدي زوجها حتى لو كان ميراث عائلتها. أي أموال تكسبها الزوجة من خلال العمل أو التجارة ينتهي بها الأمر أيضًا في أيدي زوجها الذي كان من المتوقع أن تطيعه وهو أمر يعتبر عادة للزواج في ذلك الوقت.
تم التسامح مع العنف المنزلي في إنجلترا التاريخية طالما لم يزعج السلام العام. يحق للزوج أو المعلم قانونياً ضرب وقمع زوجته أو طفله أو خادمه طالما أنه لم يقتلهما وزعزع السلام العام. كما كان للأزواج الحق في الوصول غير المقيد إلى جسد زوجته حتى أواخر القرن العشرين حيث تم التعرف على مفهوم الاغتصاب الزوجي وتجريمه.

### أسكتلندا
في اسكتلندا ، منذ عهد ريجيم ماجستاتم (القرن الرابع عشر)، كانت النساء موضع قواعد قانونية خاصة. في هذا العمل، تم إصلاح المورشيت موليريس (من المحتمل أن تكون ضريبة دفعت إلي السيد عند زواج ابنته) بمبلغ يختلف باختلاف رتبة المرأة. تعاملت العديد من القوانين القديمة مع مسائل التجارة والإنفاق. وهي لايزال يعمل بها في جزيرة أولفا بواسطة القوانين الأربعة لبرغروم، كانت الفتيات المسؤولة عن صنع الخمر تصنع أسوء الأنواع منه وكان هذا يخسرها ثماني بنس وهذا كان يؤدي إلي وضعها على ألة التعذيب وكانت تضع المزر خارج منازلهم مع عقوبة غرامة اربع بنس. كما أضافت  نفس القوانين على أن المرأة المتزوجة التي ترتكب ذنب دون علم زوجها قد تُعاقب مثل طفل دون السن القانونية.

### ويلز
يبدأ الجزء الثاني من مدونات قوانين الويلزية بـ «قوانين المرأة»، مثل القواعد التي تحكم الزواج وتقسيم الممتلكات في حالة إذا أراد زوجان الانفصال. يختلف وضع النساء بموجب القانون الويلزي اختلافًا كبيرًا عن وضع معاصريه النورمانديين الإنجليز. يمكن إقامة الزواج بطريقتين أساسيتين. كانت الطريقة العادية هي إعطاء المرأة للرجل من قبل أهلها؛ كانت الطريقة غير الطبيعية هي أن تتمكن المرأة من الهرب من رجل دون موافقة أهلها. في الحالة الأخيرة ، قد يُجبرها أهلها على العودة إذا كانت لا تزال عذراء ، ولكن إذا لم تكن كذلك ، فلا يمكن إجبارها على العودة. إذا استمرت العلاقة لمدة سبع سنوات ، فإنها تتمتع بنفس الاستحقاقات كما لو كانت قد حصلت عليها من قبل أقربائها.
ترتبط عدد من المدفوعات مع الزواج. كانت أموبر بمثابة رسم يدفع إلى سيد المرأة عن فقدان عذريتها، سواء أكان ذلك في حالة الزواج أو غير ذلك. كانت كويل مدفوعة مستحقة للمرأة من زوجها في صباح اليوم التالي للزواج، مما يشير إلى انتقالها من العذراء إلى امرأة متزوجة. كان أغويدي هو المبلغ المشترك للممتلكات التي يملكها الزوجان والتي كانت مستحقة للمرأة إذا انفصل الزوجان قبل نهاية سبع سنوات.  يعتمد مجموع أغويدي على وضع المرأة بالولادة ، بغض النظر عن الحجم الفعلي للمجموعة المشتركة للممتلكات. إذا إنتهى الزواج بعد نهاية سبع سنوات ، يحق للمرأة الحصول على نصف المجموعة المشتركة.
إذا وجدت امرأة زوجها مع امرأة أخرى ، يحق لها دفع ستة  بنس في المرة الأولى وجنيه في المرة الثانية ؛ في المرة الثالثة كان يحق لها أن تطلقه. إذا كان الزوج لديه خليلة، فقد سمح للزوجة بضربها دون الاضطرار إلى دفع أي تعويض، حتى لو أدى ذلك إلى وفاة الخليلة. لا يمكن للمرأة ان تضرب من  زوجها لثلاثة أشياء: التخلي عن شيء لا يحق لها التخلي عنه، أو العثور عليها مع رجل آخر، أو تمنى خلل في لحية زوجها. إذا قام بضربها لأي سبب آخر، فكان يحق لها دفع المبلغ المدفوع. إذا وجدها الزوج مع رجل آخر وضربها، فلا يحق له الحصول على أي تعويض آخر. لم يُسمح للنساء بوراثة الأرض، إلا في ظل ظروف خاصة، لكن القاعدة الخاصة بتقسيم الممتلكات المنقولة عند توفي أحد الزوجين كانت هي نفسها لكلا الجنسين. تم تقسيم العقار إلى نصفين متساويين، مع إبقاء الشريك الباقي على النصف والشريك المتوفى حرا في إعطاء الوصايا من النصف الآخر.

## قوانين عصر الإدواردي
في عام 1911، بموجب القانون الإنجليزي ، كان عمر الطفل المبكر الذي كان بإمكانه عقد زواج صالح 12 عامًا ؛ يجب أن يكون الأولاد في سن 14. بموجب قانون تسوية حالة الأطفال لعام 1855، يمكن إجراء تسوية صالحة من قبل امرأة في سن 17 بموافقة المحكمة، في حين أن سن الرجل يبلغ 20 عامًا ؛ بموجب قانون أملاك النساء المتزوجات لعام 1907، لم تكن أي تسوية من قبل زوج لممتلكات زوجته سارية إلا إذا أعدمت بواسطتها إذا كانت في سن كاملة، أو أكدت عليها بعد بلوغها سن الرشد.
كانت المرأة غير المتزوجة مسؤولة عن دعم الأطفال غير الشرعيين حتى بلوغهم سن 16 عامًا. وكانت تتم مساعدتها عمومًا، في حالة عدم وجود اتفاق، بموجب أمر انتساب يمنحه القضاة. كانت المرأة المتزوجة التي تملك ممتلكات منفصلة، بموجب قانون الملكية الخاص بالمرأة المتزوجة 1882 و 1908،  مسؤولة عن دعم والديها وزوجها وأولادها وأحفادها ليصبحوا مسؤولين عن أي اتحاد أو أبرشية. في القانون العام، يحق للأب حضانة طفل شرعي حتى سن 16 عامًا بدلاً من الأم، يمكن إسقاط هذا الحق  فقط عن طريق سوء السلوك. لكن المحكمة العليا، رات انه أينما كانت توجد ملكية ائتمانية، يمكن أن يصبح الرضيع تحت وصاية المحكمة ، أخذت نظرة أقل صرامة على حقوق الأب وأعطت انتباه إلى مصلحة الطفل ، وبناء علي ذلك في بعض الحالات إلى تمديد حقوق الأم في القانون العام.
تميل التشريعات في نفس الاتجاه. بموجب قانون حضانة الأطفال لعام 1873، خولت المحكمة العليا لكي تفرض بند في صك الانفصال ، وهو التخلي عن الحضانة أو السيطرة علي طفل إلى الأم. شرع قانون القضاء لعام 1873 أنه في المسائل المتعلقة بحضانة الأطفال وتعليمهم ، ينبغي أن تسود قواعد الإنصاف.
كانت أبرز الإعاقات التي ظلت المرأة في ظلها عام 1910 هي إستبعاد الورثة الإناث من الوراثة  إلى العقارات ، إلا في حالة عدم وجود وريث ذكر ؛ وحقيقة أن الزوج يمكن أن يحصل على الطلاق بسبب الزنا من زوجته ، في حين أن الزوجة لا يمكن الحصول عليها إلا زنا زوجها إذا اقترنت ببعض الأسباب الأخرى ، مثل القسوة أو الهجر.
تم رفع جميع الإعاقات الحالية تقريبًا بموجب قانون (إبعاد) التنحية الجنسية لعام 1919.

### أسبانيا وأكيتانيا
حتى فرض قانون الساليك في القرن الخامس عشر، النساء في إسبانيا وجنوب فرنسا ، تلك المناطق جزء من مملكة القوط الغربيين (418–721) ودولها الخلفاء المختلفة (أستورياس ، ليون ، قشتالة ، نافارا ، أراغون ، أكويتانيا (أوكيتانيا) ولانغدوك) القانون القوطي الغربي والقانون الروماني دمجوا للسماح للنساء ببعض الحقوق. وبصفة خاصة مع ليبر جوديشروم كما هو مدون عام 642/643 وتم توسيعه في قانون ريسيسفينث في عام 653، يمكن للمرأة أن ترث الأرض والملكية وإدارتها بشكل مستقل عن أزواجهن أو الذكور الذين تربط بينهم علاقات، والتخلص من ممتلكاتهم في وصايا قانونية إذا لم يكن لديهم ورثة، ويمكن للمرأة أن تمثل نفسها وتشهد في المحكمة بحلول سن 14 وترتب لزواجها الخاص في سن العشرين. في إسبانيا ، تم تدوين هذه القوانين بين 1252-1284 من قِبل ألفونسو العاشر من قشتالة مع سيت  بارتيداس.
سيتم عكس هذه القوانين في وقت لاحق من خلال فرض قانون ساليك لحظر المرأة التي ترث الممتلكات. على سبيل المثال ، كانت إيزابيلا الأولى من قشتالة هي ملكة ريجنانت (وهي تعادل في المرتبة ملكا) التي احتاجتها إسبانيا كدولة موحدة. تم فرض قانون ساليك لمنع بناتها من الميراث، ولم يكن لدى إسبانيا سوى الملوك ريجنانت (ملكه انثي) منذ وفاتها في عام 1504. واليوم ، يرث العرش الإسباني من قبل الولادة المعرفية التفضيلية للذكور.

## القانون الاستعماري الأرجنتيني
خلطت الأرجنتين المستعمرة في القرن السادس عشر مع نساء من أصل إسباني أو من السكان الأصليين أو كلاهما. بصفتها من نسل المستعمرات، كان للمرأة الإسبانية مكانة أكبر من وضع نساء الشعوب الأصلية في ذلك الوقت. بغض النظرعن خلفيات النساء العرقية كان لديهن قيود علي استقلالهم في المجتمع، على سبيل المثال كان دورها الاجتماعي الرئيسي محصوراً في المنزل والأسرة أثناء تحضيرالواجبات المنزلية مثل رعاية الأطفال. تأثرت الأرجنتين المستعمرة كونها كاثوليكية بشدة بالكنيسة الكاثوليكية الرومانية التي روجت لهيكل الأسرة البطريركية. على الرغم من ذلك، كان للمرأة العديد من الحقوق الإيجابية مثل المساواة في الميراث مثل إخوتها.

## القانون الصيني
كانت النساء في جميع أنحاء الصين التاريخية والقديمة يعتبرن أقل شأنا وكان لها وضع قانوني تابع على أساس القانون الكونفوشيوسي. في الإمبراطورية الصينية، شجعت «الطوائف الثلاثة» البنات على طاعة آبائهم والزوجات على طاعة أزواجهن والأرامل علي طاعة أبنائهن. لا يمكن للمرأة أن ترث الأعمال أو الثروة، وكان على الرجل تبني ابن لمثل هذه الأغراض المالية. كما يتميز القانون الإمبراطوري المتأخر بسبعة أنواع مختلفة من الطلاق. يمكن أن تُطرد الزوجة إذا لم تنجب ابناً أو ارتكبت الزنا أو عصت الوالدين في القانون أو تحدثت بشكل مفرط أو سرقت أو تلقت نوبات من الغيرة أو عانت من مرض أو اضطراب غير قابل للشفاء أو كريه. ومع ذلك ، كانت هناك أيضًا قيود على الزوج، على سبيل المثال، لا يستطيع الطلاق إذا إهتمت بوالديها  في القانون، وإذا لم يكن لديها عائلة لتعود إليها أو إذا كانت عائلة الزوج فقيرة ومنذ ذلك الحين  أصبحت أكثر ثراء.

## القانون الياباني
كان وضع المرأة القانوني في اليابان التاريخية أفضل نسبيًا خاصةً مقارنة بجارتها الصين حتى سقوط كاماكورا شوجانيت في عام 1333. فقدت النساء الحق في وراثة الأرض، وبعد قرون من العنف من قبل الحكومة والطبقة العسكرية في عام 1582، أصبحت اليابان نظامًا بطريركي (نظام سلطة الرجال) معياريًا مشابهًا لبقية الحضارات المجاورة. تدهورت الحالة القانونية والعرفية للمرأة بعد عام 1890 حيث قامت بتحديث قوانينها القانونية القائمة على النظم الفرنسية والألمانية، لكنها تحسنت بشكل ملحوظ بعد الحرب عام 1947.

## القانون الهندي
بالنسبة لغالبية التاريخ،  استخدم الهنود قانونهم الهندوسي كأساس لحقوقهم وعاداتهم. يعتمد القانون الهندوسي القانوني على النصوص الدينية المعروفة باسم دهارمساتراس  وقد كان أكثر أشكال الأرثوذكسية في دهارمساتراس هو مانو سمريتي الذي أستخدم بشكل شائع خلال الفترة الاستعمارية. قام مانو سمريتي بحماية حقوق الملكية الخاصة بالمرأة وكذلك حقوق الميراث. اصرت أيضا على أن المرأة يجب أن تظل  تحت وصاية الرجل في جميع الأوقات مثل الأب من الولادة والزوج في الزواج والأبناء كأرملة. بصرف النظر عن حقوق الملكية ، لم يمنح القانون الهندوسي النساء الكثير من الحقوق ولكن لحسن الحظ فإن تفسير القانون كان سلساُ للغاية طبقاً للعادات المحلية. يتم تنفيذ حكم وتفسير القانون من قبل المجالس المحلية التي تسمى البانشايات والتي تتألف من شيوخ القرية الذكور ولكن النساء لم يتم استبعادهن دائمًا. كان هذا النظام المحلي أفضل للنساء من القانون الهندوسي المعياري ، لكن تم عكس ذلك خلال القضاء الإنجليزي الهندي الاستعماري.
كان للاستيلاء الاستعماري من قبل البريطانيين خلال القرن السابع عشر والثامن عشر تأثيرًا سلبيًا أكثر من إيجابي على حقوق المرأة في شبه القارة الهندية. على الرغم من أنهم تمكنوا من تحريم حرق الأرملة ، وقتل الإناث وتحسين سن القبول، إتفق العلماء على أن الحقوق والحريات القانونية للمرأة كانت مقيدة خلال هذه الفترة. ألغى البريطانيون قوانين الأعراف المحلية لصالح القوانين الدينية المنفصلة للهندوس والمسلمين التي كانت تعامل المرأة معاملة أشد. تؤدي هذه القوانين الدينية إلى تمتع النساء بحقوق قليلة عندما يتعلق الأمر بالملكية والميراث والطلاق والزواج والإعالة.